# Rhamma confusa
Rhamma confusa is een vlinder uit de familie van de Lycaenidae. De wetenschappelijke naam van de soort werd als Thecla confusa in 1936 gepubliceerd door Lathy.